# ГЕС Dáāguǒ
ГЕС Dáāguǒ (达阿果水电站) — гідроелектростанція у центральній частині Китаю в провінції Сичуань. Використовує ресурс із річки Huòqūhé, правої притоки Ялунцзян, котра в свою чергу впадаєліворуч до Дзинші (верхня течія Янцзи).
В межах проекту річку перекрили греблею, яка спрямовує ресурс до дериваційного тунелю довжиною 12,5 км з перетином 6х6 метрів. У підсумку ресурс надходить до машинного залу, де в 2018 році ввели в експлуатацію дві турбіни типу Пелтон потужністю по 110 МВт, які повинні виробляти 1027 млн кВт-год електроенергії на рік.